# Marta Elola
Marta Elola (La Pesa de Pría, Llanes, 1975) es una historiadora, cantante y panderetera española. Fue la directora del Museo Etnográfico del Oriente de Asturias durante una década.

## Trayectoria
Se inició en la música tradicional asturiana con 16 años en la escuela de Xuacu Amieva. Elola obtuvo la licenciatura de Geografía e Historia y se doctoró en Historia Medieval. Durante diez años dirigió el Museo Etnográfico del Oriente de Asturias.
Se unió al grupo Muyeres, un colectivo de música tradicional e investigación etnográfica, formado por mujeres procedentes de diferentes municipios asturianos, del que posteriormente se convirtió en directora. También ha colaborado con José Ángel Hevia y fue cantante del grupo Brenga Astur. Además, formó parte de los grupos Xunos y Vezos Astures.
Ha impartido clases de música tradicional en las escuelas Xácara de Oviedo y Llacín, de Llanes, además de formar a grupos intergeneracionales en distintas localidades del Oriente de Asturias. Utiliza habitualmente instrumentos tradicionales como la pandereta, el pandero, el tambor, el bombo y la caja.
Marta Elola participó en mayo de 2025 en el acto institucional con motivo del Día del Exilio organizado por el Ministerio de Política Territorial y Memoria Democrática en Avilés, Asturias, en el que se rindió homenaje a las niñas y niños de la guerra. Interpretó la canción «Gallo negro, gallo rojo» de Chicho Sánchez Ferlosio.

## Reconocimientos
En octubre de 2022 fue reconocida con el Premio Muyer Rural del Oriente que recibió en un acto en la Casa de Cultura del Valle de San Jorge, en Nueva. El colectivo Feminista de Muyeres Rurales del Oriente la reconoce por su enseñanza del folclore y la música tradicionales. En 2023, recibió el VII Premio de la Asociación de Artesanos de Colunga por su labor en la difusión y apoyo a la cultura y tradiciones de Asturias.
También recibió en 2025 uno de los Premios Mujer Concejo de Llanes, galardones que en su edición número XXV reconocieron a un total de once mujeres del concejo.